# Manjula Kumara
Manjula Kumara Wijesekara (* 30. Januar 1984 in Morawaka) ist ein sri-lankischer Hochspringer, der gelegentlich auch im Dreisprung an den Start geht.

## Sportliche Laufbahn
Erste internationale Erfahrungen sammelte Manjula Kumara im Jahr 2001, als er bei den Jugendweltmeisterschaften in Debrecen mit übersprungenen 2,10 m den achten Platz belegte. Im Jahr darauf erreichte er bei den Juniorenweltmeisterschaften in Kingston mit einer Höhe von 2,14 m Rang neun und wurde anschließend bei den Asienmeisterschaften in Colombo mit 2,15 m Fünfter. Dann nahm er erstmals an den Asienspielen in Busan teil und belegte dort mit 2,10 m den achten Platz und bei den Juniorenasienmeisterschaften in Bangkok mit 2,15 m Rang fünf. 2003 klassierte er sich bei den Asienmeisterschaften in Manila mit 2,10 m Rang elf. Im Jahr darauf siegte er mit neuem Landesrekord von 2,20 m bei den Südasienspielen in Islamabad und verbesserte anschließend den Rekord auf 2,27 m, womit er sich für die Olympischen Spiele in Athen qualifizierte, bei denen er mit 2,20 m aber nicht das Finale erreichte. 
2005 startete er bei den Weltmeisterschaften in Helsinki und schied dort mit 2,15 m in der Qualifikation aus. Daraufhin siegte er bei den Asienmeisterschaften in Incheon und egalisierte dort seinen Landesrekord von 2,27 m. Im Jahr darauf verteidigte er bei den Südasienspielen in Colombo mit 2,19 m und belegte anschließend bei den Asienspielen in Doha mit übersprungenen 2,15 m den siebten Platz. Im gleichen Jahr stellte er in den Vereinigten Staaten im Dreisprung mit 15,25 m einen neuen Hallenrekord auf. 2009 siegte er dann erneut bei den Asienmeisterschaften in Guangzhou mit einer Höhe von 2,23 m und 2010 erreichte er bei den Commonwealth Games in Neu-Delhi mit 2,15 m den neunten Platz und wurde bei den Asienspielen in Guangzhou mit 2,19 m Sechster. 
2013 belegte er bei den Asienmeisterschaften in Pune mit 2,18 m den achten Platz. Im Jahr darauf erreichte er bei den Asienspielen in Incheon mit 2,15 m Rang zwölf und 2015 wurde er bei den Asienmeisterschaften in Wuhan mit 2,20 m Sechster, ehe er bei den Militärweltspiele im südkoreanischen Mungyeong mit 2,20 m denselben Platz belegte. 2016 siegte er ein weiteres Mal bei den Südasienspielen in Guwahati mit übersprungenen 2,17 m und gewann dann bei den Hallenasienmeisterschaften in Doha mit 2,24 m die Bronzemedaille hinter dem Katari Mutaz Essa Barshim und Majd Eddin Ghazal aus Syrien. Im Jahr darauf belegte er bei den Asienmeisterschaften in Bhubaneswar mit 2,20 m den sechsten Platz und gewann dann bei den Asian Indoor & Martial Arts Games in Aşgabat mit 2,21 m die Bronzemedaille hinter dem Syrer Ghazal und Keyvan Ghanbarzadeh aus Iran. 2018 nahm er erneut an den Commonwealth Games im australischen Gold Coast teil und gelangte dort bis in das Finale, brachte dort aber keinen gültigen Versuch zustande. 
2002, 2004 und 2005, 2012 und 2013 sowie 2015 und 2016 wurde Kumara sri-lankischer Meister im Hochsprung.

## Persönliche Bestleistungen
- Hochsprung (Freiluft): 2,27 m, 23. Juli 2004 in Colombo (sri-lankischer Rekord)
  - Hochsprung (Halle): 2,24 m, 19. Februar 2016 in Doha (sri-lankischer Rekord)
- Dreisprung: 15,69 m, 17. Mai 2009 in Eugene
  - Dreisprung (Halle): 15,25 m, 21. Januar 2006 in Albuquerque (sri-lankischer Rekord)